# Социјални инжињеринг
Социјални инжињеринг је акт манипулације којим се људи наводе да одају поверљиве информације о себи. Та техника заснива се на ометању пажње одређеног лица у циљу прикупљања информација које оно иначе не би одало, а како би се ти подаци касније злоупотребили (ради одавања корисничких имена, лозинки или, нпр. података о платним картицама). 
Све методе социјалног инжењеринга заснивају се на специфичним правилностима у процесу доношења одлука, познатијем као „погрешна когниција“, која представља образац неправилног просуђивања људи који се појављују у одређеним, специфичним ситуацијама.